# Galáxia Anã de Boötes III
A Galáxia Anã de Boötes III (ou Boo III) é uma densidade ao longo do halo da Via Láctea, que pode ser uma galáxia anã esferoidal interrompida. Situa-se na constelação de Boötes e foi descoberta em 2009 através dos dados obtidos pelo Sloan Digital Sky Survey. Esta galáxia está localizada a uma distância de cerca de 46 kpc do Sol e se afasta do Sol com a velocidade de cerca de 200 km/s. Ela tem uma forma alongada com um raio de cerca de 0,5 kpc. O tamanho grande e uma forma irregular pode indicar que Boötes III em uma fase de transição entre uma galáxia gravitacionalmente ligada e um sistema completamente independente.